# متحف الشارقة للسيارات القديمة
متحف الشارقة للسيارات القديمة، وهو مركز للسيارات الكلاسيكية، يهدف إلى تقديم المعلومات التاريخية عنها ونشر ثقافة السيارات القديمة.

## عن المتحف
تعتبر دولة الإمارات العربية المتحدة من الدول الرائدة التي تضم أنواعًا مميّزة من السيارات المختلفة والكلاسيكية. وسعيًا لحفظ تلك السيارات قامت الدولة بتوفير متاحف متخصصة للاهتمام بها وعرضها لللزوار. ويعد متحف الشارقة للسيارات القديمة أحد أبرز تلك المتاحف، والذي يسعى لمنح الزائر فرصة التجول بين تشكيلة واسعة من السيارات العريقة التي يتجاوز عددها المئة سيارة.

## نشأته
تم افتتاح متحف السيارات القديمة في الشارقة رسميًا عام 2008، وخضع إلى المزيد من التجديد والتطوير في عام 2013. يمتلك المتحف أكثر من 100 سيارة كلاسيكية يعود تاريخ صنعها إلى بداية القرن العشرين وتعود أقدمها إلى عام 1915. كما يحتوي على مجموعة من الدرجات النارية والهوائية الكلاسيكية.

## أهدافه
يسعى المتحف إلى المحافظة على السيارات العريقة بحرص وعناية، كما يهدف إلى تقديم المعلومات التاريخية عنها ونشر ثقافة السيارات القديمة. بالإضافة إلى ذلك، يتبع نهج تسلسلي في التعريف عن السيارات فيوضح مخطط تطور شكل السيارة بدءاً من شكلها البدائي إلى الوقت الحاضر، مع ذكر معلومات قيمة عنها. ويتم ذلك عن طريق ترتيب السيارات في أقسام مختلفة على حسب الترتيب الزمني. علاوة على ذلك، يعرض المتحف الإعلانات القديمة التي تختص بالسيارات والأنواع المختلفة من عجلات السيارات مع معلومات توضيحية عنها. ويحتوي المتحف على مجسم كبير يحاكي شكل أول محطة وقود تم انشاؤها في العالم. كما يساهم المتحف بشكل كبير بترسيخ مكانة إمارة الشارقة في مجال هواية السيارات والدراجات القديمة على مستوى عالمي ومحلي. ويسعى بشكل خاص إلى استقطاب المهتمين وهواة السيارات الكلاسيكية من كل أنحاء العالم.

## أقسامه
نظرًا لمجموعة المركبات المتميزة التي يحتفظ بها المتحف، غالبًا ما يزوره عشاق السيارات. يقدم المتحف سيارات مثل رولز رويس ومرسيدس وفورد وشفروليه وبنتلي وغيرها الكثير. ينقسم المتحف إلى خمسة أقسام، يسلط كل منها الضوء على فترة مختلفة في تاريخ صناعة السيارات. يتم عرض طراز تي فودر إلى أم جي مدجيت موديل 1974، ومرسيدس بنز بولمان موديل عام 1969، وهي واحدة من 2000 سيارة فقط تم تصنيعها.
- القسم الأول (1915-1939): يتضمن هذا القسم الأول السيارات التي تم تصنيعها بين عامي 1915 و1939، وأقدم سيارة في ذلك المتحف هي دودج 1915.
- القسم الثاني (1940-1959): نظراً للحرب العالمية الثانية كان هناك العديد من الشركات الأمريكية التي دخلت عالم السيارات، وتم تصنيع العديد من السيارات الكلاسيكية المميزة وعرضها في هذا القسم. يتضمن هذا القسم أيضًا أول سائقة سيارات سباق في التاريخ.
- القسم الثالث (1960-1987): تعتبر سيارة مرسيدس بولمان عام 1969 أهم سيارة في هذا القسم. هي سيارة ذات إصدار محدود مملوكة للشيخ سلطان القاسمي، وتم تصنيع 2600 نسخة منها حول العالم.
- قسم سيارات الدفع الرباعي وسيارات الإمارات: يضم هذا القسم سيارات الدفع الرباعي والسيارات القديمة التي تم استخدامها في الإمارات مثل سيارات الأجرة والسيارات العسكرية، وأبرزها سيارة بدفورد عام 1957.[3]

## السيارات التي يحتوي عليها المعرض
يحتوي المتحف على مجموعة من السيارات من عصور مختلفة، تضم سيارات عتيقة ومعاصرة من أكثر من 38 شركة تصنيع سيارات عالمية، بما في ذلك كاديلاك ومرسيدس وفورد وأوبل وسيتروين ولاند روفر وبيجو وشيفروليه.  وعلى سبيل المثال، من عام 1915 العلامة التجارية الأمريكية دودج موديل ، T-Ford ، إلى 1974 MG Midget و 1969 Mercedes-Benz Pullman.

## الأنشطة
لا تقتصر الأنشطة في متحف الشارقة للسيارات القديمة على التجول بين السيارات الأثرية ولكن تمد لتشمل أنشطة تفاعلية للأطفال، كأحجيات ومحاكاة لعجلات القيادة. كما يحرص المتحف على تزويد الأطفال بالمعلومات القيمة والشروحات الوافية عن عالم السيارات وتطوره. وكون المتحف يستقطب بشكل خاص الكثير من الأطفال والفتيان حرصت إداراته على جعل زيارتهم مليئة بالفائدة من خلال تنظيم ورش عمل للأطفال من عمر 5 إلى 12 عامًا يوم السبت أسبوعيًا.

## ارتباطه بنادي السيارات
في التاسع من يونيو من العام الماضي أصدر المجلس التنفيذي لإمارة الشارقة قرارًا يدعوا إلى إلحاق متحف الشارقة للسيارات القديمة بـ نادي الشارقة للسيارات القديمة. ويسعى النادي إلى تعزيز دور الإمارة على المستوى المحلي والخارجي في المؤسسات ذات الصلة برياضة وهواية السيارات والدرجات القديمة بالتعاون مع مجلس الشارقة الرياضي.